# Corre-troncos-de-spalding
O corre-troncos-de-spalding ou corre-cepos-grande (Orthonyx spaldingii) é uma ave passeriforme da família Orthonychidae.
É uma ave endêmica da Austrália.

## Descrição
Machos e fêmeas são em grande parte marrom-escuros com anel ocular branco, hastes de penas da cauda se estendem como espinhos além das penas; machos com garganta, peito e barriga brancos; fêmeas com garganta e peito superior ruivos brilhantes, peito e barriga inferiores brancos.

## Curiosidades
Sua cauda se adaptou para ajudar na busca por comida, pois tem hastes espinhosas fortes nas quais o pássaro consegue se apoiar enquanto se inclina para trás. Ele então usa um pé para jogar folhas caídas para o lado em busca de animais para comer. Ao fazer isso, a folhada tende a cobrir o próprio pássaro, e ele quase desaparece de vista.